# بيبيانا دورانت
بيبيانا دورانت (بالإيطالية: Viviana Durante؛ بالإنجليزية: Viviana Durante) هي راقصة باليه إيطالية وبريطانية، ولدت في 8 مايو 1967 في روما في إيطاليا.

## وصلات خارجية
- الموقع الرسمي